# Bavorské Alpy

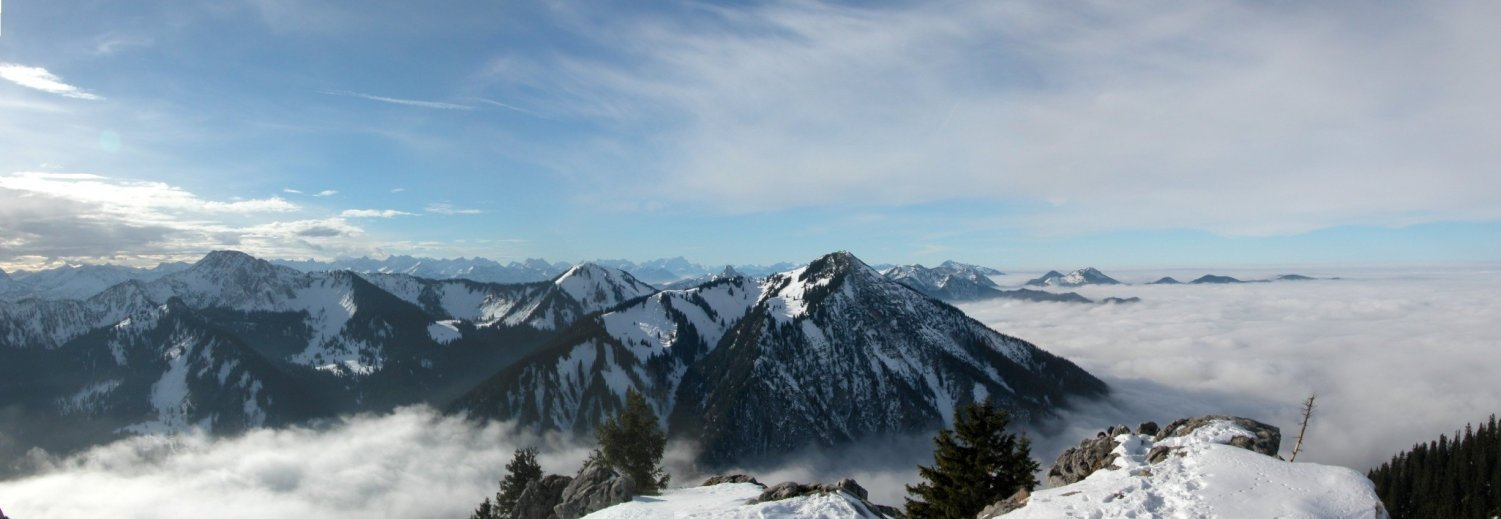
Pohled směrem na západ na Wallberg

Pojmem Bavorské Alpy (německy Bayerische Alpen) se označují všechna pohoří Alp v Bavorsku.
Tento geografický pojem by neměl být zaměňován s pojmenováním oblasti Bayerische Voralpen (bavorské předalpí), pod kterou patří pouze bavorská část předhůří Alp rozprostírající se mezi řekami Loisach na západě a po Inn na východě.
Toto pohoří je částí severních vápencových Alp a zahrnuje
- Allgäuské Alpy
- Ammergauské Alpy
- Wetterstein
- Bavorské předalpí s Estergebirge, Walchenseebergen, Benediktenwandgruppe a Mangfallgebirge
- Karwendel
- Chiemgauské Alpy
- Berchtesgadenské Alpy

Nejvyšší bod tohoto regionu, jakož i Německa, je Zugspitze. Leží v západní části pohoří Wetterstein a má se svojí výškou 2 962 m n. m. a dvěma ledovci vysokoalpský charakter.
Bavorské Alpy i Alpy jako celek byly formovány během ledových dob. Ledovce vytvarovaly typické údolí do tvaru písmene 'U' a zanechaly morény na předhoří, čímž vzniklo množství nízkých kopců a jezer.